# Бороян, Ромен Гукасович
Ромен Гукасович Бороян (арм. Ռոմեն Բորոյան; 1938―2008) ― советский и армянский  ученый ,врач- клинический фармаколог, доктор медицинских наук (1980), профессор (1985).

## Биография
Ромен Гукасович Бороян родился 21 июня 1938 года в Ереване, Армянская ССР, СССР.
В 1964 году окончил лечебно-профилактический факультет Ереванского государственного медицинского института. В том же году начал работать в родном институте ассистентом кафедры, затем преподавателем на кафедре фармакологии Ереванского медицинского института.
С 1980 года - основатель и бессменный руководитель кафедры клинической фармакологии ЕрГМУ
С 1993 был председателем комитета по фармакологии. С 1997 по являлся Главным клиническим фармакологом Минздрава Армении.

## Вклад в науку
Занимался исследованием фармакологических свойств простагландинов и простациклина, и установил их влияние на коронарное кровообращение, сократительную функцию миокарда. Изучал скрининг коронароактивных соединений среди производных индола, хинолина. Также изучал фармакологические свойства и перспективы применения в медицине лекарственных растений. Разработал стандартные схемы лечения и методов безопасного и рационального применения лекарств. Исследовал клиническую фармакологию антигипертензивных лекарств. Написал ряд университетских учебников и пособий по фармакологии и клинической фармакологии.

## Награды
- Золотая медаль Конгресса фармацевтов Югославии (Игало, 1996 год)